# مورت‌های آگونیس
مورت‌های آگونیس(نام علمی: Agonis) نام یک سرده از تیره مورت است.